# Katie Kissoon
Katie Kissoon, née Katherine Farthing le 11 mars 1951 à Port-d'Espagne (Trinité-et-Tobago), est une chanteuse britannique. Elle est née à Trinité-et-Tobago mais sa famille a déménagé en Angleterre alors qu'elle était encore très jeune, elle s'est fait connaître lorsqu'elle et son frère Mac (né Gerald Farthing, le 11 novembre 1943) ont eu quelques tubes sous le nom de Mac & Katie Kissoon dans les années 1970. Les chansons les plus connues du duo sont Love Will Keep Us Together (1973) et Sugar Candy Kisses de 1975. La chanson Love Will Keep Us Together a été écrite par Howard Greenfield avec musique de Neil Sedaka, elle deviendra un succès pour le duo Captain & Tennille en 1975. Leur premier hit Chirpy Chirpy Cheep Cheep a également été publié par un autre groupe, Middle of the Road, qui a remporté un grand succès avec ce morceau. Mac et Katie Kissoon ont émigré au Royaume-Uni avec leur famille en 1962, dont Jeffery Kissoon. Katie a commencé à enregistrer en 1965, totalisant quatre singles sous le nom de Peanut, et a ensuite été membre des Rag Dolls, qui ont sorti un single en 1967 et un autre en 1968. Mac Kissoon était membre des Marionettes en 1966 et 1967, puis a dirigé son propre groupe qui jouait dans des bases américaines en Europe. De retour au Royaume-Uni en 1969, il a enregistré un disque solo, "Get Down With It - Satisfaction", qui est devenu un hit du Top 30 aux Pays-Bas, atteignant le numéro 29 en février 1970.
Par la suite, Katie Kissoon a participé aux albums et aux concerts de nombreux musiciens, parmi lesquels Van Morrison à partir de 1979 sur l'album Into the Music jusqu'à 1997 The Healing Game ainsi que sur la réédition de ce même disque en 2019), Eric Clapton (Unplugged, Concert for George) , Roger Waters (sur The Pros and Cons of Hitch Hiking en 1984, Radio K.A.O.S. en 1987, Amused to Death en 1992, In the Flesh: Live en 2000), Elton John, George Michael, George Harrison (La tournée au Japon avec Eric Clapton). Elle a également travaillé pour Stevie Wonder, Pete Townshend, Annie Lennox et Robbie Williams. En 1981, elle réalise un album solo aux Pays-Bas avec l'aide du producteur Eddy Ouwens. Il contient le single (Take Me Me Back To) California.
Pendant de nombreuses années, elle a travaillé comme chanteuse, lors de tournées et d'enregistrements avec l'orchestre de James Last. Sur l'album Beachparty '95, elle et son frère Mac sont en grande partie responsables de la contribution vocale. Katie est actuellement membre de la New London Chorale.

## Peanuts
- Singles :
- 1965 : Thank Goodness For The Rain / I'm Not Sad
- 1965 : Home Of The Brave / I Wanna Hear It Again
- 1966 : I'm Waiting For The Day / Someone's Gonna Be Sorry
- 1967: I Didn't Love Him Anyway / Come Tomorrow

## Rag Dolls
- Singles :
- 1967 : Never Had So Much Loving / Any Little Bit
- 1968 : My Old Man's A Groovy Old Man / They Didn't Believe Me

## Mac & Katie Kissoon
- Albums :
- 1971 : Introducing
- 1973 : Recital At The Festival "The Golden Orpheus '73" - Avec Ricchi E Poveri (The Rich and the Poor)
- 1973 : Sing Along With Mac & Katie Kissoon
- 1997 : From Now On

## Solo
- Album :
- 1981 : Katie Kissoon

## Choriste

### Elkie Brooks
- 1982 : Pearls II

### Roger Waters
- 1984 : The Pros and Cons of Hitch Hiking
- 1987 : Radio K.A.O.S.
- 1992 : Amused to Death
- 2000 : In the Flesh: Live

### Elton John
- 1985 : Ice on Fire
- 1986 : Leather Jackets

### Eros Ramazzotti
- 1990 : In ogni senso

### Big Country
- 1991 : No Place Like Home

### Eric Clapton
- 1992 : Unplugged
- 2003 : Concert for George

### George Harrison
- 1992 : Live in Japan

### Pet Shop Boys
- 1993 : Very

### Van Morrison
- 1978 : Wavelength - Sur la réédition de 2008, elle est présente sur les 2 chansons bonus "Wavelength" et "Kingdom Hall".
- 1979 : Into the Music
- 1984 : Live at the Grand Opera House Belfast
- 1989 : Avalon Sunset
- 1991 : Hymns to the Silence
- 1997 : The Healing Game - Édition originale + Réédition de 2019.
- 2008 : Keep it Simple

### Robbie Williams
- 2000 : Sing When You're Winning
- 2003 : Live at Knebworth
- 2005 : Intensive Care

### Pete Townshend
- 2003 : Live BAM 1993

### Andy Fairweather Low
- 2006 : Sweet Soulful Music - Avec Carol Kenyon et P. P. Arnold.

### Mark Knopfler
- 2018 : Down the Road Wherever